# يسو أمالفي
يسو أمالفي (6 ديسمبر 1925 - 10 مايو 2014) كان لاعب كرة قدم برازيلي لعب كمهاجم.  